# Backer Barreto Gómez
Backer Barreto Gómez (22 de junio de 1994) es un deportista peruano que compite en taekwondo. Ganó una medalla de bronce en el Campeonato Panamericano de Taekwondo de 2016 en la categoría de –54 kg.

## Palmarés internacional
| Campeonato Panamericano | Campeonato Panamericano | Campeonato Panamericano | Campeonato Panamericano |
| Año                     | Lugar                   | Medalla                 | Categoría               |
| ----------------------- | ----------------------- | ----------------------- | ----------------------- |
| 2016                    | Querétaro (México)      | Medalla de bronce       | –54 kg                  |